# Damernas 4 × 200 meter frisim vid världsmästerskapen i kortbanesimning 2022
Damernas 4 × 200 meter frisim vid världsmästerskapen i kortbanesimning 2022 avgjordes den 14 december 2022 i Melbourne Sports and Aquatic Centre i Melbourne i Australien.
Guldet togs av Australiens kapplag som noterade ett nytt världsrekord efter ett lopp på 7 minuter och 30,87 sekunder. Silvret togs av Kanada och bronset av USA.

## Rekord
Inför tävlingens start fanns följande världs- och mästerskapsrekord:
|                   | Nation        | Tid     | Ort         | Datum           |
| ----------------- | ------------- | ------- | ----------- | --------------- |
| Världsrekord      | Nederländerna | 7.32,85 | Doha, Qatar | 3 december 2014 |
| Mästerskapsrekord | Nederländerna | 7.32,85 | Doha, Qatar | 3 december 2014 |

Följande nya rekord noterades under mästerskapet:
| Datum       | Omgång | Namn                                                                                                | Nation     | Tid     | Rekord     |
| ----------- | ------ | --------------------------------------------------------------------------------------------------- | ---------- | ------- | ---------- |
| 14 december | Final  | Madison Wilson (1.53,13) Mollie O'Callaghan (1.52,83) Leah Neale (1.52,67) Lani Pallister (1.52,24) | Australien | 7.30,87 | 0VR0, 0MR0 |

## Resultat

### Försöksheat
Försöksheaten startade klockan 13:10.
| Placering | Heat | Bana | Nation        | Simmare | Tid     | Noteringar |
| --------- | ---- | ---- | ------------- | --- | ------- | ---------- |
| 1         | 1    | 4    | USA           | Erika Brown (1.56,61) Hali Flickinger (1.54,39) Jillian Cox (1.56,03) Leah Smith (1.55,88)                        | 7.42,91 | 0Q0        |
| 2         | 2    | 5    | Australien    | Leah Neale (1.55,85) Meg Harris (1.54,26) Brittany Castelluzzo (1.56,17) Laura Taylor (1.58,49)                   | 7.44,77 | 0Q0        |
| 3         | 1    | 3    | Nederländerna | Tessa Vermeulen (1.56,89) Imani de Jong (1.58,05) Silke Holkenborg (1.55,63) Marrit Steenbergen (1.55,16)         | 7.45,73 | 0Q0        |
| 4         | 1    | 5    | Kina          | Wu Qingfeng (1.57,89) Cheng Yujie (1.57,99) Liu Yaxin (1.53,90) Zhang Yifan (1.56,10)                             | 7.45,88 | 0Q0        |
| 5         | 2    | 4    | Kanada        | Mary-Sophie Harvey (1.55,58) Sydney Pickrem (1.57,07) Kelsey Wog (1.56,18) Rebecca Smith (1.57,87)                | 7.46,70 | 0Q0        |
| 6         | 2    | 3    | Brasilien     | Stephanie Balduccini (1.56,55) Giovanna Diamante (1.56,79) Gabrielle Roncatto (1.56,57) Aline Rodrigues (1.58,51) | 7.48,42 | 0Q0, 0AR0  |
| 7         | 1    | 6    | Japan         | Chihiro Igarashi (1.57,05) Miyu Namba (1.56,81) Waka Kobori (1.56,69) Rio Shirai (1.59,21)                        | 7.49,76 | 0Q0        |
| 8         | 2    | 2    | Nya Zeeland   | Erika Fairweather (1.54,24) 0NR0 Caitlin Deans (1.57,54) Summer Osborne (1.59,58) Ruby Heath (1.59,37)            | 7.50,73 | 0Q0, 0NR0  |
| 9         | 2    | 7    | Slovakien     | Zora Ripková (1.59,78) Tamara Potocká (1.58,68) Teresa Ivanová (2.03,06) Martina Cibulková (2.00,19)              | 8.01,71 | 0NR0       |
| 10        | 1    | 2    | Sydafrika     | Hannah Pearse (2.02,67) Dakota Tucker (2.01,77) Emily Visagie (2.02,74) Rebecca Meder (1.57,67)                   | 8.04,85 |            |
| 11        | 2    | 6    | Hongkong      | Ng Lai Wa (2.03,02) Ho Nam Wai (2.00,88) Sze Hang-yu (1.59,03) Lam Hoi Kiu (2.04,57)                              | 8.07,50 |            |

### Final
Finalen startade klockan 21:32.
| Placering | Bana | Nation        | Simmare | Tid     | Noteringar |
| --------- | ---- | ------------- | --- | ------- | ---------- |
| 1         | 5    | Australien    | Madison Wilson (1.53,13) Mollie O'Callaghan (1.52,83) Leah Neale (1.52,67) Lani Pallister (1.52,24)               | 7.30,87 | 0VR0       |
| 2         | 2    | Kanada        | Rebecca Smith (1.52,15) 0NR0 Katerine Savard (1.54,78) Mary-Sophie Harvey (1.54,81) Taylor Ruck (1.52,73)         | 7.34,47 |            |
| 3         | 4    | USA           | Alex Walsh (1.53,90) Hali Flickinger (1.53,48) Erin Gemmell (1.52,23) Leah Smith (1.55,09)                        | 7.34,70 | 0NR0       |
| 4         | 3    | Nederländerna | Tessa Vermeulen (1.56,88) Marrit Steenbergen (1.51,94) Silke Holkenborg (1.56,08) Imani de Jong (1.55,64)         | 7.40,54 |            |
| 5         | 1    | Japan         | Chihiro Igarashi (1.56,41) Miyu Namba (1.54,70) Waka Kobori (1.56,46) Rio Shirai (1.57,30)                        | 7.44,87 |            |
| 6         | 6    | Kina          | Liu Yaxin (1.54,62) Wu Qingfeng (1.56,78) Cheng Yujie (1.59,69) Zhang Yifan (1.57,64)                             | 7.48,73 |            |
| 7         | 7    | Brasilien     | Stephanie Balduccini (1.58,05) Giovanna Diamante (1.56,59) Gabrielle Roncatto (1.56,46) Aline Rodrigues (1.57,73) | 7.48,83 |            |
| 8         | 8    | Nya Zeeland   | Erika Fairweather (1.54,46) Caitlin Deans (1.57,14) Summer Osborne (2.00,72) Ruby Heath (1.58,44)                 | 7.50,76 |            |